# 许章润
許章潤（1962年10月25日—），男，安徽庐江人，中華人民共和國法學家，現為哈佛大學費正清中國研究中心研究員。曾任清華大學法學院教授、博士生导师、清華大學法治與人權研究中心主任、 《清华法学》主编、天則經濟研究所特約研究員，其研究领域主要是法理学、西方法哲学、宪政理论和儒家人文主义与法学。
許章潤出生於安徽省廬江縣，是西南政法學院学士、中國政法大學硕士和墨爾本大學法學院博士。其提出「漢語法學」的主張，並在2005年被評選為「全國十大傑出青年法學家」之一。習近平在2012年出任中國共產黨中央委員會總書記成為最高領導人後，他開始批評其執政方針。2018年7月，他發表文章《我們當下的恐懼與期待》，提出數項擔憂與建議，引發巨大迴響。2019年3月，清華大學暫停許章潤的教學和學術工作。2020年5月21日，他發表文章《世界文明大洋上的中国孤舟——全球体系背景下新冠疫情的政治观与文明论》，分析了中國在疫情下暴露的種種問題，呼籲制度改革。2020年7月6日，他被警方以嫖娼為由從北京寓所帶走。

## 生平

### 早年生活

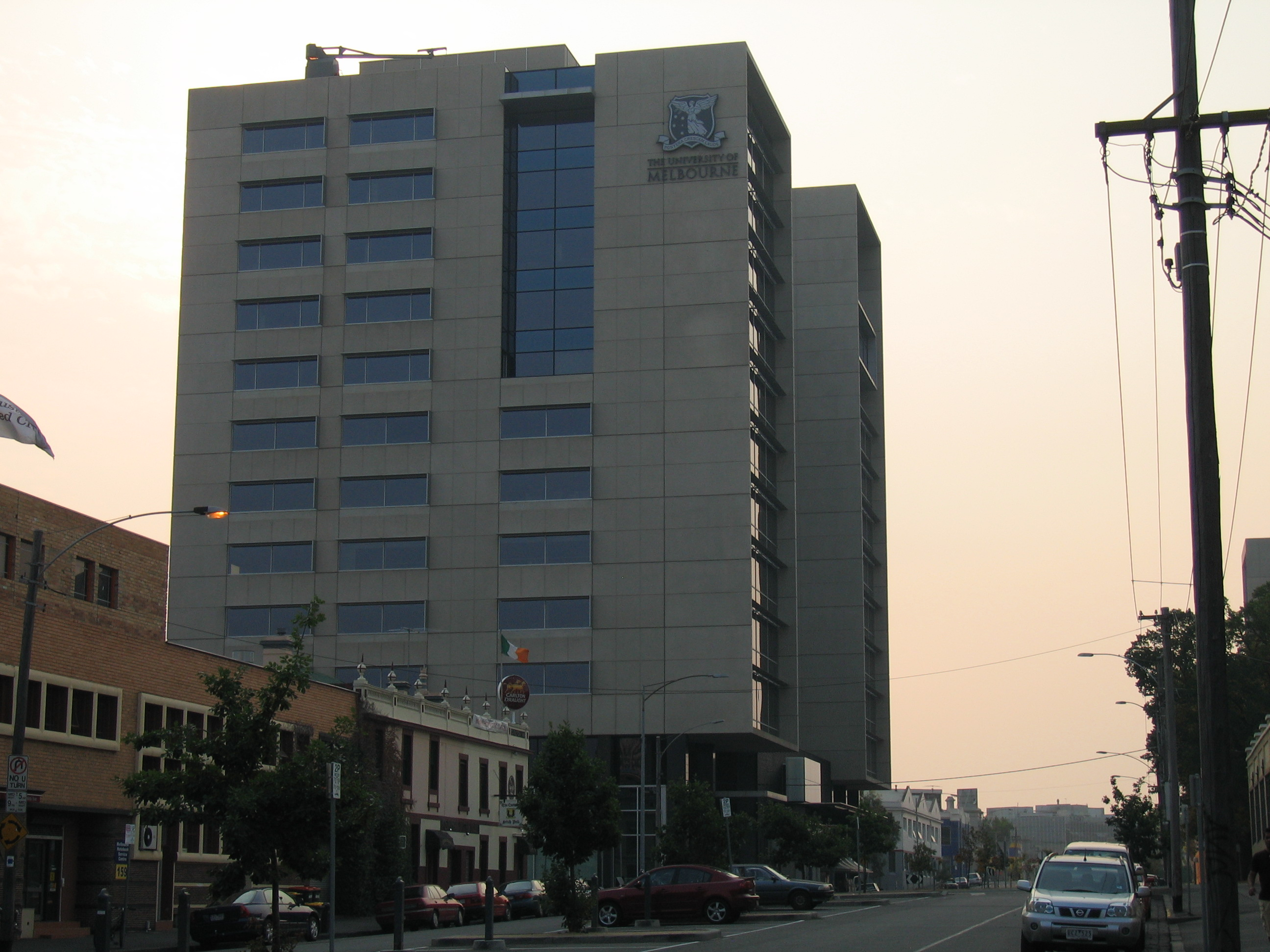
1994年至2000年，許章潤曾前往澳洲墨爾本大學攻讀博士學位。

1962年10月，許章潤在中華人民共和國安徽省廬江縣盛橋鎮出生。其早年在廬江縣盛橋小學和盛橋中學初中部就讀。在1970年代初，當時仍是中學學生的他曾經報考美術學院，但數次報考未能考上。在中華人民共和國國內盛行批林批孔運動時，他透過相關的批判，初次認識《論語》與梁漱溟，從而啟蒙其思想。1979年7月，他從廬江縣盛橋中學高中部畢業。同年9月，其前往西南政法學院（今西南政法大學）法律系就讀。1983年7月，他從西南政法學院畢業，獲得法學士學位。
同年9月，他進入中國政法大學研究生院，作為碩士研究生就讀。在1980年代初，經由王小波的引薦，許章潤曾經前往梁漱溟位在北京市木樨地的住所，與後者進行會談。他還曾經擔任過法院書記員，但因為多次遭到上級批評，最終選擇离開。1986年7月，許章潤獲得法學碩士學位，並在同年留校任教，為中國政法大學的青年教師。在這一時期，他調查中華人民共和國國內數個監獄與勞動教養所。他還曾經獲得北京市第二屆哲學社會科學優秀成果一等獎。
1992年4月起，許章潤擔任中國犯罪學研究會理事。1994年，他攜帶家眷前往澳洲墨爾本大學，在該校法學院攻讀法學。在出國前，法學家江平曾經與其有過交流。1996年7月至2000年7月，他成為澳洲墨爾本大學人文學院後殖民主義理論研究所的高級研究員。1998年11月起，他則擔任中國青少年犯罪研究會副會長。2000年，在經過6年的學習，他獲得法哲學和法律史博士學位。

### 返回中國大陸

#### 學術研究

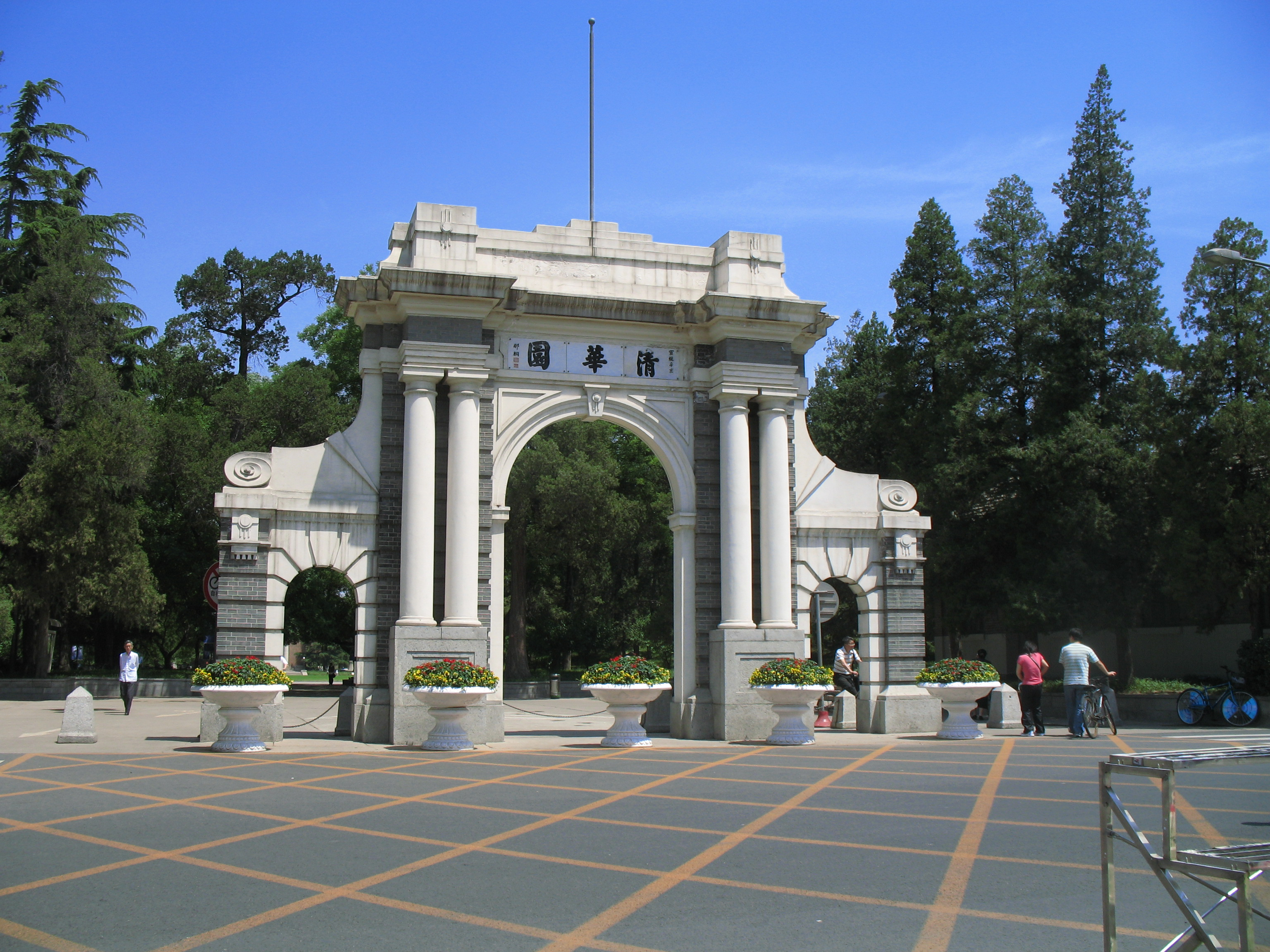
從2000年起，許章潤長期在清華大學法學院任教。

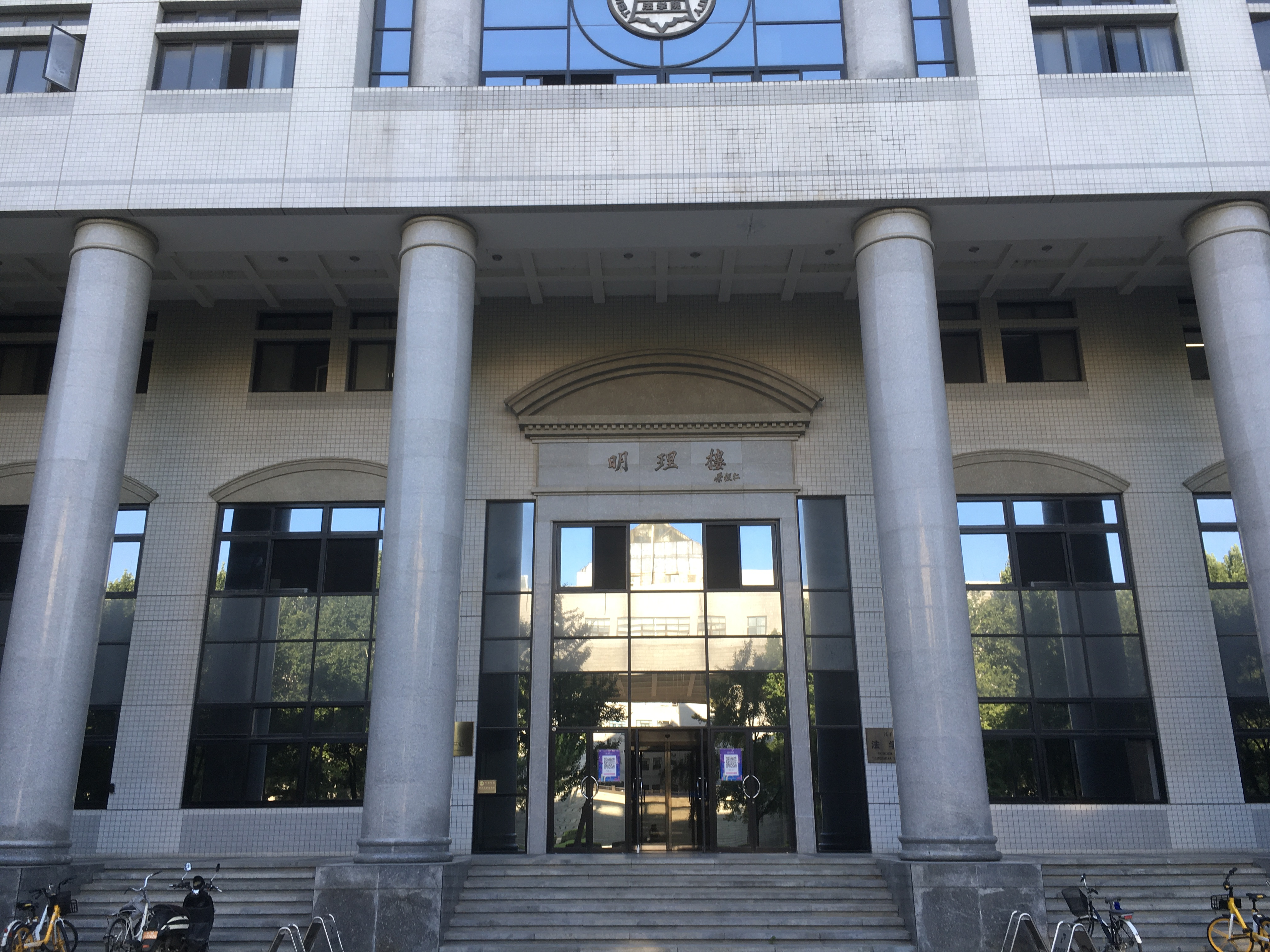
清華大學法學院

2000年，許章潤返回中華人民共和國，先後在清華大學法學院獲聘擔任副教授、教授、博士導師，還兼任清華大學法治與人權研究中心主任、《清華法學》主編等。他是中國管理科學研究院院士，並曾擔任過世界華人法哲學協會會長、中國法學會法理學研究會理事、中國法學會青少年法律問題研究會常務理事、全國西方法律思想史研究會副會長等。他還在華東政法大學、南京大學法學院、華南理工大學、江蘇大學等多所中國大陸高等院校，擔任客座教授或兼職教授職務。
許章潤的主要研究領域包括法律哲學、法理學、西方法律哲學、政治哲學、憲政理論、刑事法學、儒家人文主義的法學理論等方向，並發表有關法理學和刑事法學方面的論文著作。2002年，他獲得清華大學的最高學術獎「學術新人獎」、及清華大學青年教師教學優秀獎。隔年，他發表其在法理學領域的第一本論著──《說法·活法·立法》。而在數場演講中，他還提出「漢語法學」的概念，並發表一篇題為《漢語法學》的短文。從2004年起，許章潤開始擔任主持《漢語法學叢書》、《歷史法學》集刊的主編。
2005年1月13日，他被官方機構中國法學會評選為第四屆「全國十大傑出青年法學家」之一，還曾經獲得錢端升法學研究成果獎。同年，對於《北京市外地來京務工經商人員管理條例》計劃廢止，他認為能夠吸引其他省市人才前來創業。而在同年的第四屆十大青年法學家論壇上，他更公開表示對外來務工人員實行暫住證制度涉嫌違法，應當廢止。2006年，對於中國政法大學首次依照各省人口比例招生，他則表示支持該項促進教育公平的制度改革，並強調應該真正實現公民教育權的平等。
而在2008年許霆惡意取款案中，許章潤支持銀行需對自動提款機安全漏洞負責的觀點，認為改善制度環境本身的漏洞，更勝於要求公民自律。2009年，許章潤等5名教授敦促遼寧大學副校長陸杰榮引咎辭職。對於薄熙來主導的打黑除惡專項行動，許章潤則在重慶市於2010年舉辦的涉黑性質犯罪與法律控制理論研討會上，強調必須以恢復公共秩序為目標。同年冬季，他初診罹患肝癌，在3個月過後才被告知是誤診。此外，許章潤還曾經擔任澳洲墨爾本大學法學院高級訪問學者，也曾經是德國波恩大學訪問學者、法國艾克斯-馬賽第三大學訪問教授，他還是獨立智庫天則經濟研究所的特約研究員。

#### 遭到停職調查
2012年6月，在許章潤等人發起下，清華大學召開首屆世界華人法哲學年會。同年，他與萬聖書園創始人劉蘇里就「國家理性與建國道路」展開對談。2013年1月，許章潤的散文集兼短論集《坐待天明》出版，並在隔年入選「2013年十大法治圖書」。而從2013年開始，他還陸續發表《重申共和國這一偉大理念》、《重思中國立國之基》、《保衛「改革開放」》、《盛世危言 中國在臨界點上》等一系列的演講和文章，批判中華人民共和國當下的政治和社會運行模式。
2014年12月，《漢語法學論綱》出版，著重於現代中國政道與治道的法理表達。隔年1月30日，經過評選，《漢語法學論綱》名列在「2014年十大法治圖書」首位。2017年，許章潤等學者就北京市驅趕外來居民的安全隱患排查整改行動，提出合憲性審查。2018年7月，他在網際網路上發表《我們當下的恐懼與期待》一文，系統性地批評中華人民共和國現行政治與社會方向、以及領導人的倒退趨勢。該篇文章引起巨大的共鳴與反響，也是許章潤影響力最大的文章，但造成政府的不滿。
同年年底起，他還先後撰寫有關紀念1978年「改革開放」歷史的《低頭致意，天地無邊》、《自由主義的五場戰役》、《中國不是紅色帝國》等文章。2019年3月，清華大學暫停許章潤的一切教學職務和學術工作、禁止上課招生，並且啟動調查程序。這次停職被懷疑是因為其在過去的文章中公開批評中華人民共和國領導人、中共中央總書記習近平。該次事件在中華人民共和國引起廣泛的迴響，有數百人連署公開信聲援。中華民國外交部部長吳釗燮、大陸委員會主任委員陳明通支持聲援行動，亦有7位國際學者敦促清華大學恢復教職。

#### 以嫖娼為由遭到逮捕
据許章潤友人称，北京警方於2020年7月6日將其拘留。朋友耿潇男说，警方周一早间突击搜查了许位于北京北部的住所，拿走了一台电脑及一些文件。耿潇男称自己与许章润的妻子及学生交谈过。“邻居描述说来了大约10辆警车，20多名警察封锁并进入他家，把他带走了，”从事出版及影视的商人耿潇男在接受电话采访时说。这一说法与另外两名匿名接受采访的友人描述一致。
许章润的朋友告诉德国之声：“原本香港城市大学出版社今年上半年要出版许先生过去3年发表过的10篇文章，但后来在中国当局与香港城市大学出版社的社长都警告他后，这本书便没出版。之后纽约一间出版社决定出版这本书，而书刚在两周前问世。”许章润的朋友认为，这本书是他今天清晨被捕的重要原因。
明鏡新聞集團創辦人何頻於Youtube頻道「想點就點」發佈「突發：許章潤教授剛剛被捕，十幾輛警車包圍」的影片，指今早10時有十多輛警車包圍許章潤住所，其後將他帶走。
2020年7月12日，許章潤友人告訴美國之音與香港電台，許章潤已獲釋回家，7月15日，清華大學以許章潤嫖娼受到公安行政處罰以及2018年7月起多次發表文章違反「新時代高校教師職業行為十項準則」有關規定為由，將許章潤開除。8月19日收到清华大学之《失業人員告知書》，正式被校方解僱。
在收到清华大学《失業人員告知書》的同一天，許章潤獲哈佛大學費正清中國研究中心聘為研究員，由2020年7月起，任期一年。不過據许章润的朋友透露，8月中旬，许章润再度被北京国保人员约谈，被告知禁止离开北京及出境，禁止接受传媒访问，亦禁止接受任何资助。

## 思想主張

### 法學研究
作為自由主義法學家，許章潤是新時期古典自由主義的代表人物之一，代表作有《坐待天明》。他在法律文化理論方面有著許多創新見解，並因為自己的獨特風格，產生一定的學術影響力。江平便曾經注意到許章潤在文風上的改變，形容是「半文半白，自成一體」。許章潤還是中華人民共和國國內的梁漱溟研究領域、及法學和人權問題的專家，並在人權議題上有著較高的話語權。與此同時，他還特別深入研究國家理性與優良政體等理論，及重構中國生活與秩序的現代性闡釋。
許章潤將自己長期的學術思考與研究總共分成四個階段，分別是歷史法學派、漢語法學、國家理性、自由民族主義共和法理。在各種場合上，他主張法律同時是一種信仰與情感，並且認為人們信仰著法律。在其「法律信仰」的論點中，他便主張法律是因為「世道人心」而存在，且只有在大多數的社會人士把法律視為一種信仰後，法律才能夠被人們所遵守。而在其研究中，他還將「法學」與梁漱溟對中國人與社會的關注緊密聯繫起來，並關注在法律層面上的外國理念與固有生活調適。
在《漢語法學論綱》中，許章潤採用「法學歷史主義」，將歷史文化脈絡視為認知性的前提。其「漢語法學」便是與大傳統相聯繫的法律哲學，將漢語法治文明和語義體系相結合，並希望復興儒家過去傳統的法律。他認為中華人民共和國國內法律人的理論主體意識已經逐漸興起，因此有必要在理論層面上加以總結和闡述，並形容這是「時代使命」。他希望能夠藉此突破中國法學界的「西方中心主義」視角，解決中國法學本土化的問題，並建立中國作為一個大國的法律布局。

### 政治批評
作為學院派學者，許章潤提出以觀念推動現實前進；他亦認同漢娜·鄂蘭的觀點，認為思想者應該以思想對現實提出意見。對於當前中華人民共和國的現狀，他認為退出政治圈的行政官員、在資本市場上的成功人士、通俗的大眾知識分子與娛樂界名人掌握話語權。而在2014年的一次辯論會上，他曾經明確表達過「絕對的主權不存在，而絕對的人權一定要存在」的概念。他還反對歷史終結論的說法，並且引用2016年美國總統選舉為例，並認為該次選舉是政治要求的回歸。
許章潤曾經批評過中華人民共和國的黨國體制，認為該國政府在習近平領導下正在朝向「文化大革命」的方向發展，並且質疑中華人民共和國的政治現狀。他明確表達「再度閉關鎖國」與「極權主義政治全面回歸」等八項擔憂，以及提出「恢復國家主席任期制」、「政府公開平反六四天安门事件」、「停止對於外國的援助」、「實施官員財產陽光法案」、「制止個人崇拜」等八項建議。他也曾指出檢察機關作為法律機關，建立行賄紀錄檔案是其業務行為。
許章潤還提出繼續保持「世界體系中的中國」這一國家定位，並且需要在內政方面有所努力。與此同時，他認為從1978年開啟的「改革開放」政策，是第三波近代中國文明的大轉型。他認為「改革開放」是對近代中國主流歷史意識和政治意志、中國傳統文化與文明典範、普世人性、大西洋文明時代的世界體系這四個維度的「致意」，並且期望自己的國族能夠「擇善而從，昂首做人」。他並批評哈佛大學榮休教授傅高義的《鄧小平時代》缺乏底層與社會史的觀點。
許章潤在2020年5月長文《世界文明大洋上的中國孤舟——全球體系背景下新冠疫情的政治觀與文明論》中抨擊了鐘南山等，同時提出了八點要求：呼籲查明真實病患數據、追責至最高政治責任、釋放受迫害的公民記者、修建「庚子哭牆」和「義民塑像」、設立新冠遺孤與犧牲醫護遺屬撫卹基金、設立「李文亮日」（「言論自由日」）、取消網警思想警察權力、公開官員財產、撤銷學術教育機構中的黨團組織、停止大規模強拆等。

### 教育改革
許章潤認為過去高等院校相對集中、及依賴地方政府的各種支持，並且影響依照地區分配的招生指標。而對於高等院校的招生計劃，他認為雖然沒有義務舉行公開聽證會，但仍應該以透明的程序進行決策。他還主張高等院校的行政人員人數比例過多、及因管理行政化造成學術創造發展能力的萎縮，並認為應該允許私人資本進入部分院校，以及從人才評價機制整頓「論文收費買賣」問題。同時，他認為法學院的教育應培養法律理性，且整個法學界應該關注國家司法考試的負面影響。

## 主要著作
- 《刑罰學》（1988年）
- 《監獄學》（1991年）
- 《犯罪學》（1997年）
- 《儒家的疑惑》（The Confucian Misgivings，1999年）
- 《說法·活法·立法——關於法律之為一種人世生活方式及其意義》（2003年）
- 《法學家的智慧——關於法律的知識品格與人文類型》（2004年）
- 《六事集》（2008年）
- 《現代中國的國家理性》（2011年）
- 《坐待天明》（2013年[82]）
- 《漢語法學論綱》（2014年）
- 《政體和文明》（2016年）
- 《法意今古—一個基於私人經歷的法理思考與文字敘事》（2019年）
- 《戊戌六章》（China's Ongoing Crisis: Six Chapters from the Wuxu Year of the Dog，2020年）[83]
- 《庚子十劄》(2021年)

## 外部連結
- （简体中文） 清華大學法學院许章润教授簡歷（页面存档备份，存于）